# Copy (命令)
在计算机科学中，copy是RT-11、RSX-11、TOPS-20、OpenVMS、DOS、OS/2和Windows操作系统中的一个命令。该命令将计算机文件从一个目录复制到另一个目录 [2] [3]目标默认为当前工作目录。如果指示了多个源文件，则目标必须是目录。等效的Unix命令是cp。调用更高级的复制命令xcopy。该命令类似于OpenVOS copy_file命令。[4]